# Дражен Ричл
Дражен Ричл Зијо или Пара (Сарајево, 12. март 1962 — Београд, 1. октобар 1986) је био југословенски музичар.

## Биографија
Ричл је одрастао на Кошеву са мајком Елвиром, пошто му је отац Фердинанд умро у детињству.
Завршио је средњу музичку школу, а касније уписао журналистику на Факултету политичких наука где је завршио прве две године студија. Тамо је упознао Бранка Ђурића Ђуру и Златка Бостанџића. Убрзо је почео да свира у бенду Озбиљно питање, заједно са Златком Арсланагићем, а затим и са групом Елвис Ј. Куртовић. Међутим почетком 1985. године их напушта и заједно са Арсланагићем оснива групу Црвена јабука. У Злајином поткровном стану пишу песме за први албум Црвене јабуке. У бенд долази басиста из Зенице Аљоша Буха, клавијатуриста Дражен Жерић Жера из групе Жаоке и бубњар Дарко Јелчић Цуња, такође из Зенице.

## Каријера
Ричл је једно време био водитељ на радију Сарајево заједно са будућим надреалистима Нелетом Карајлићем, Златком Арсланагићем, Зенитом Ђозићем и Борисом Шибером у хумористичкој емисији и претечи првих надреалиста ПРИМУС (Приче и музике суботом). Важио је за једног од најбољих гитариста сарајевске рок сцене због чега је од Елвиса Ј. Куртовића добио звање „Најбрже руке средње Босне укључујући заједницу општина Тузла“. Глумио је у првој сезони серије Топ листа надреалиста из 1984. године. Са групом Црвена јабука је снимио један албум под називом Црвена јабука и ТВ спотове за песме Бјежи кишо с прозора, Са твојих усана, Нек те он љуби и Дирлија.

## Смрт
Дражен Ричл је 18. септембра 1986. године доживео саобраћајну незгоду када је са Арсланагићем и Бухом пошао на концерт у Мостар. Буха је настрадао на лицу места, а Ричл је пребачен за Београд на ВМА због тешких телесних повреда, али је две недеље касније, 1. октобра 1986. године, преминуо. Сахрањен је на сарајевском гробљу Баре. На надгробном споменику у облику пресечене јабуке уклесан је стих из једне од његових песама:
| „ | Прође август срећо моја, Вријеме да се растане Било је изгледа превише лијепо Да нам тако остане | ” |